# Selenocosmia raciborskii
Selenocosmia raciborskii là một loài nhện trong họ Theraphosidae.
Loài này thuộc chi Selenocosmia. Selenocosmia raciborskii được Wladislaus Kulczynski miêu tả năm 1908.